# Франсіско Соса
Франсіско Соса (ісп. Francisco Sosa, нар. 1918) — парагвайський футболіст, що грав на позиції нападника за клуб «Серро Портеньйо», а також національну збірну Парагваю.

## Клубна кар'єра
У футболі відомий виступами за команду «Серро Портеньйо», кольори якої і захищав протягом усієї своєї кар'єри гравця. 

## Виступи за збірну
1945 року дебютував в офіційних матчах у складі національної збірної Парагваю. Протягом кар'єри у національній команді провів у її формі 9 матчів, забивши 3 голи.
Був присутній в заявці збірної на чемпіонаті світу 1950 року у Бразилії, але на поле не виходив.